# Ulf Lönnqvist
Ulf Roland Lönnqvist, född 26 juni 1936 i Västra Skrävlinge församling i Malmö, död 24 juni 2022 i Tyresö, var en svensk socialdemokratisk politiker. Han var statsråd 1986–1991.

## Biografi
Ulf Lönnqvist studerade vid Lunds universitet där han blev filosofie kandidat 1965. Han var ordförande i Lunds studentkår 1964. Han blev anställd vid Jordbruksdepartementet 1965. Lönnqvist var statssekreterare 1975–1976 och 1982–1986. Däremellan var han utredningssekreterare åt den socialdemokratiska riksdagsgruppen. Han var även kommunpolitiker i Tyresö kommun, bland annat som vice ordförande i kommunstyrelsen 1980–1982.
Han var statsråd vid Jordbruksdepartement med ansvar för idrotts-, turism- och ungdomsfrågor 1986–1988 och därefter bostads- och idrottsminister samt chef för Bostadsdepartementet 1988–1991.
Han var ersättare i riksdagen 1982–1985, och vald som ordinarie riksdagsledamot 1985–1992. Han var därefter landshövding i Blekinge län 1992–2001.
Lönnqvist var också en känd idrottsledare, under många år i Tyresö FF och tidigare i Svenska Bordtennisförbundet. Han var 2000–2016 ordförande i Sveriges centralförening för idrottens främjande.
Han var far till fotbollsspelaren Åsa Lönnqvist.